# Polderhuis (Boerenwetering)
Het Café-Biljart Polderhuis was onder meer een horeca-etablissement aan de Stadhouderskade hoek Ruysdaelkade te Amsterdam-Zuid, De Pijp. Het terrein eromheen heet sinds 1999 Carel Willinkplantsoen.
Vergaderingen van het polderbestuur van de Binnendijkse Buitenvelderse polder vonden plaats in het Polderhuis dat gelegen was tussen de schutsluis en de overhaal voor groenteschuiten aan het eind van de Boerenwetering bij de Buitensingel. Het polderhuis werd door de poldermeesters verhuurd. De huurder had zijn inkomsten uit inning van schutgelden en de 'tapnering'.
Het gebouw stond er waarschijnlijk al in de 17e eeuw. Het had toen vrij zicht op alles wat zich ten zuiden van de Buitensingel bevond. Eerst grote sta-in-de-weg wat dat uitzicht betreft was het Rijksmuseum Amsterdam dat hier na 1880 verrees. Het toenmalige adres werd Stadhouderskade 43 tot en met 46, een adres dat thans niet meer bestaat.
De plaats werd aangeduid met termen als Wetering Barriere of Weteringpoort. Opvallend aan het Polderhuis was de theekoepel. Het bouwwerk werd vanaf 1870 echter steeds meer ingebouwd door de nieuwe bebouwing aan de Stadhouderskade en de achterliggende buurt De Pijp. In 1875 kwamen de eerste tekenen dat sloop onvermijdelijk was. Er vond veel onteigening plaats om de stadsuitbreiding mogelijk te maken. Het werd niet meer goed onderhouden en dat heeft geleid tot besluit tot sloop. Zelfs Jan ter Gouw kon dit niet tegenhouden.
Het huis maakte op 1 mei 1924 plaats voor wat Rioolgemaal F zou worden. De plannen voor definitieve sloop dateerden al van vijf jaar daarvoor, toen men zich nog druk maakte om het verloren gaan van dit stukje Amsterdamse geschiedenis. In 1916 werd het opnieuw aangekaart, maar pas op 26 maart 1924 werd de voordracht van burgemeester en wethouders aangenomen. In april 1924 viel de beslissing dat op 1 mei 1924 alle resten van het huisje, de schutsluis en de overhaal weg moest zijn. Schutsluis en overhaal waren onnodig geworden doordat het peil in de Boerenwetering in 1923 was aangepast aan dat van Amsterdam. Ter hoogte van de huidige Diepenbrockstraat was een nieuwe overhaal gemaakt. Zoals gebruikelijk bij openbare werken in Amsterdam duurde het langer, pas in februari 1925 was alles afgebroken. Toen werd geconstateerd dat er alleen nog bouwpuin lag. Saillant detail bij de teloorgang was dat in het Polderhuis ook aanbestedingen hebben plaatsgevonden voor "vernieuwingen en reparatiën van polderwerken, volgens bestek" (1888 en 1889).
Het gebouw en omgeving golden als feeëriek ten tijde dat er nog niet zo veel bebouwing was. Er zijn talloze tekeningen, schilderijen en foto's van. Een van degenen die het vastgelegd hebben is Martin Monnickendam van Stadhouderskade 92; hij had er meerdere voorstudies voor nodig. Andere kunstenaars zoals Hendrik Jan Wolter, Jan ten Compe, Sal Meijer en Frans Schikkinger legden het eveneens vast. Anderen zagen het liever afgebroken worden; de Boerenwetering had een tijd gediend als open riool en rook dus niet bepaald fris.